# Носа Михайло Іванович (письменник)
Михайло Іванович Носа (народився 12 березня 1958 в смт Дубове Тячівського району Закарпатської області) — український педагог і письменник, дослідник творчості Івана Чендея.

## Життєпис
Навчався в Ужгородському університеті на філологічному факультеті, брав участь у роботі «факультету поезії» — університетській літературній студії імені Юрія Гойди. Під час навчання був учасником студентських будівельних загонів.
За державним розподілом працював учителем у загальноосвітній школі села Лисичово на Іршавщині, згодом перевівся в Тячівський район, де працює вихователем, завідувачем денного відділення, викладачем української мови й літератури Закарпатського машинобудівного технікуму. У 1991-1992 рр. працював заступником голови виконкому Дубівської селищної ради.

## Літературна творчість
Пише вірші, публіцистику, есе та рецензії на літературні твори.
Автор методичного посібника «Дубівчани в одежі слова: Вивчення творчості Івана Чендея в школі» (Ужгород, вид-во "Ґражда", 2005 р.). Співавтор (разом з дочкою Богданою) навчально-методичного посібника «Літературна Тячівщина в загальноукраїнському контексті» (Ужгород, вид-во "Ґражда", 2010 р.).
Автор поетичних збірок «Ластівоча заметіль» (Ужгород, вид-во В. Падяка, 2000 р.), «Межа» (Ужгород, вид-во В. Падяка, 2002 р.) та «Вутцюзнина» (Ужгород, вид-во "Ґражда", 2006 р.), публіцистичної книжки «Високий храм незалежності» (Ужгород, вид-во КАУ, 2017 р.). Лауреат VI Всеукраїнського конкурсу малої прози імені Івана Чендея - 2024 в номінації "Чендеєзнавство. Публіцистика". 

## Громадська діяльність
В 1989-ті з однодумцями заснував у Тячеві районні організації Товариство української мови ім. Тараса Шевченка, Народного Руху України. Депутат Дубівської селищної ради 1-го і 3-го скликань, Тячівської районної ради 4-го, 5-го скликань.
Нагороджений ювілейною медаллю "25 років незалежності України" (2016 р.). Удостоєний орденів "Честі і доблесті", "20 років Народного Руху України за перебудову" (2009 р.), "75 років Карпатської України", "Августина Волошина" ІІ ступеня (2018 р.). 